# Villers-Plouich
Villers-Plouich és un municipi francès, situat a la regió dels Alts de França, al departament del Nord. L'any 2006 tenia 397 habitants.

## Demografia
| 1962                                       | 1968 | 1975 | 1982 | 1990 | 1999 | 2006 |
| ------------------------------------------ | ---- | ---- | ---- | ---- | ---- | ---- |
| 438                                        | 463  | 415  | 397  | 420  | 398  | 397  |
| Des de 1962: població sense dobles comptes |      |      |      |      |      |      |

## Administració
| Període | Identitat      | Partit |
| ------- | -------------- | ------ |
| 2001-   | Raymond Machut |        |

## Agermanaments
- Wandsworth